# Ege Dolphins 2022
Questa voce raccoglie le informazioni riguardanti gli Ege Dolphins nelle competizioni ufficiali della stagione 2022.

## 2. Lig 2022

### Stagione regolare
| Kocaeli 17 aprile 2022, ore 13:00 1ª giornata | Kocaeli Sharks | 9 – 30 | Ege Dolphins | Kocaeli University Stadium |

| Smirne 22 maggio 2022, ore 18:00 2ª giornata | Ege Dolphins | 7 – 34 | İzmir Halcyons | Balçova Spor Kompleksi |

| Istanbul 29 maggio 2022, ore 16:30 3ª giornata | ÖzÜ Wolves | 18 – 20 | Ege Dolphins | Özyeğin Üniversitesi Spor Merkezi |

| Smirne 12 giugno 2022, ore 16:30 5ª giornata | Ege Dolphins | 14 – 20 | Uludağ Timsahlar | Kemal Paşa Armutlu Futbol Tesisleri |

### Playoff
| Adalia 26 giugno 2022, ore 16:30 Semifinale | Antalyaspor | 31 – 6 | Ege Dolphins | Atilla Vehbi Konuk Tesisleri |

## Statistiche di squadra
| Competizione      | %Vittorie | In casa | In casa | In casa | In casa | In casa | In casa | In trasferta | In trasferta | In trasferta | In trasferta | In trasferta | In trasferta | Totale | Totale | Totale | Totale | Totale | Totale |
| Competizione      | %Vittorie | G       | V       | N       | P       | Pf      | Ps      | G            | V            | N            | P            | Pf           | Ps           | G      | V      | N      | P      | Pf     | Ps     |
| ----------------- | --------- | ------- | ------- | ------- | ------- | ------- | ------- | ------------ | ------------ | ------------ | ------------ | ------------ | ------------ | ------ | ------ | ------ | ------ | ------ | ------ |
| Stagione regolare | .500      | 2       | 0       | 0       | 2       | 21      | 54      | 2            | 2            | 0            | 0            | 50           | 27           | 4      | 2      | 0      | 2      | 71     | 81     |
| Playoff           | .000      | 0       | 0       | 0       | 0       | 0       | 0       | 1            | 0            | 0            | 1            | 6            | 31           | 1      | 0      | 0      | 1      | 6      | 31     |
| Totale            | .400      | 2       | 0       | 0       | 2       | 21      | 54      | 3            | 2            | 0            | 1            | 56           | 58           | 5      | 2      | 0      | 3      | 77     | 112    |